# Wellignton Silva
Wellington Pinto Da Silva Oliveira – brazylijski zapaśnik walczący w stylu wolnym. Zajął dziewiąte miejsce na mistrzostwach panamerykańskich w 2011. Brązowy medalista igrzysk Ameryki Południowej w 2014. Wicemistrz Ameryki Południowej w 2017, a trzeci w 2011 roku.